# 中国历史地图 (1980年)
《中国历史地图》（1980年版）是台北中华学术院主持编绘的一部历史地图集，由程光裕、徐圣谟主编，中国文化学院出版部出版。於1980年、1983年印刷。

## 简介
与其他版本的历史地图册注重标注地名不同，1980年版的《中国历史地图》更侧重修复各类的历史性的地点位置。
本书一共两册：上册为疆域篇，内容为中国历史版图（从史前遗址、禹贡九州、夏商周到中华民国）；下册有包括中国历史上各朝代的主要城市、经济、水利灌溉和交通运输网、社会变迁、手工艺品、战争战役等相关内容。全书共绘图257幅，其中上册59幅，下册198幅。